# アヴェ・マリア

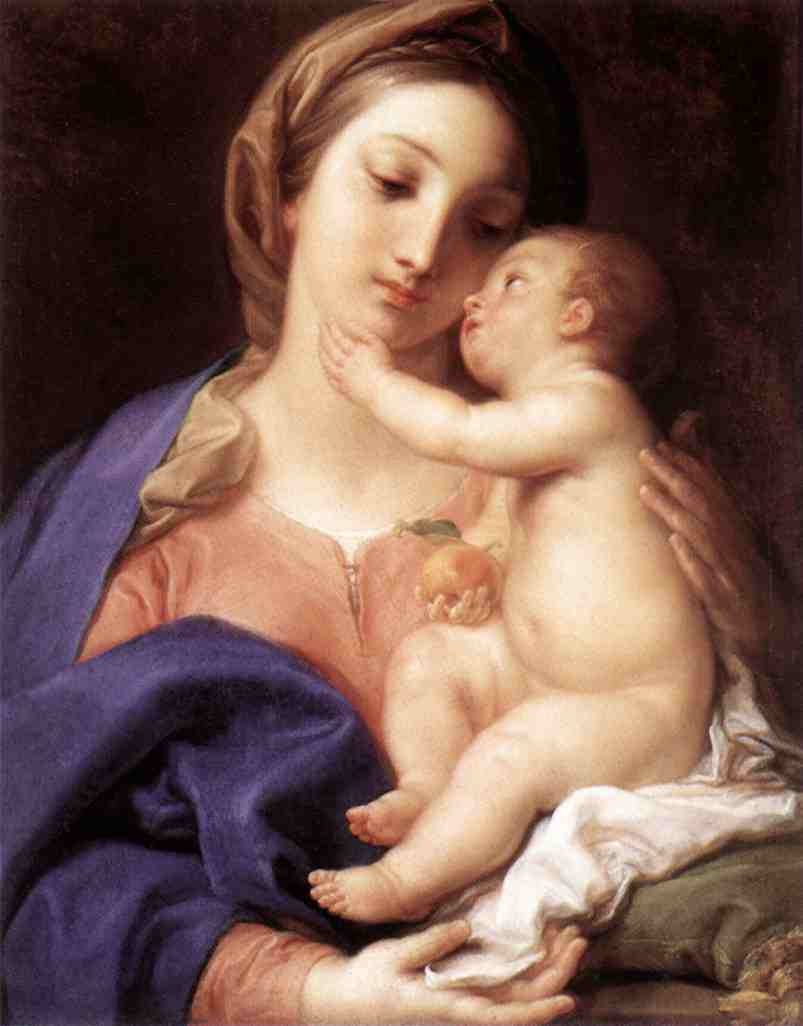
バトーニによるマドンナ。聖母子像の一例

アヴェ・マリア（ラテン語: Ave Maria）は、ラテン語で直訳すると「こんにちは、マリア」または「おめでとう、マリア」を意味する言葉。
転じて、この一文に始まるカトリック教会の聖母マリアへの祈祷を指す。この祈りは教会によって伝えられるが、典礼行為ではなく、私的な信心業として伝わるものである。
この祈祷のための教会音楽や、祈祷文を歌詞にした音楽作品なども意味し、グレゴリオ聖歌は元より様々な楽曲が存在する。

## アヴェ・マリアの祈祷文
下記祈祷文の冒頭から4行はルカによる福音書からとられる。最初の2行は、大天使ガブリエルのマリアへの受胎告知の挨拶の冒頭（ルカ1:28）であり、続く2行はエリザベツがマリアに向かって述べた挨拶の冒頭（ルカ1:42）から取られる。残りの後半は中世においてフランシスコ会の修道士の付加と言われる。
カトリック教会では、「主の祈り」と並んで最も頻繁に唱えられる基本的な祈祷文であり、このアヴェ・マリアを繰り返し唱える「ロザリオの祈り」も伝統となっている。
日本のカトリック教会の文語訳では「天使祝詞（てんししゅくし）」と呼ばれていた。この天使祝詞は日本のカトリック教会で長らく唱えられていたが、1993年に口語和訳の「聖母マリアへの祈り」が作られた。しかしラテン語の原文に忠実な口語訳を作成してほしいという要望が教会内部であったため、日本カトリック司教団では2010年に改めて翻訳した「アヴェ・マリアの祈り」を作成し、約1年の試用期間を経て2011年6月14日に定例司教総会にて承認された。現在、カトリック教会ではこの「アヴェ・マリアの祈り」を公式に使用するが、私的な祈りでは以前からの「天使祝詞」や「聖母マリアへの祈り」を用いても差し支えないとされている。
なお正教会でも同種の祈祷文として相当するとされる「生神童貞女や慶べよ」を用いるが、共通するのは冒頭部だけであり、その祈祷文は特に後半において大きく異なる。また、公祈祷（公奉神礼）でも用いられる。土曜日の晩課（主日前晩の晩課）の最後に、生神女讃詞として頻繁に歌われる。

### ラテン語
Ave Maria, gratia plena,

    Dominus tecum,

    benedicta tu in mulieribus,

    et benedictus fructus ventris tui Jesus.

    Sancta Maria mater Dei,

    ora pro nobis peccatoribus,

    nunc, et in hora mortis nostrae.

    Amen.
（古文表示）
    AVÉ‧MARIA‧GRÁTIÁ‧PLÉNA‧DOMINVS‧TÉCVM‧BENEDICTA‧TV́‧IN‧MVLIERIBVS‧ET‧BENEDICTVS‧FRV́CTVS‧VENTRIS‧TVI‧IÉSV́S‧SÁNCTA‧MARIA‧MÁTER‧DEI‧ÓRÁ‧PRÓ‧NÓBIS‧PECCÁTÓRIBVS‧NVNC‧ET‧IN‧HÓRÁ‧MORTIS‧NOSTRAE‧ÁMÉN

### 口語和訳（アヴェ・マリアの祈り）
アヴェ、マリア、恵みに満ちた方、

    主はあなたとともにおられます。

    あなたは女のうちで祝福され、

    ご胎内の御子イエスも祝福されています。

    神の母聖マリア、

    わたしたち罪びとのために、

    今も、死を迎える時も、お祈りください。

    アーメン。

### 口語和訳（聖母マリアへの祈り）
※上記「アヴェ・マリアの祈り」が2011年6月14日に日本カトリック司教協議会の定例総会で正式な口語訳として承認されたため、この「聖母マリアへの祈り」と次に記載する「天使祝詞」は、現在カトリック教会で公式には用いられない。
    恵みあふれる聖マリア、

    主はあなたとともにおられます。

    主はあなたを選び、祝福し、

    あなたの子イエスも祝福されました。

    神の母聖マリア、

    罪深いわたしたちのために、

    今も、死を迎える時も祈って下さい。

    アーメン。

### 文語和訳（天使祝詞）
めでたし、聖寵（せいちょう）充満てる（みちみてる）マリア、

    主 御身（おんみ）と共にまします。

    御身は女のうちにて祝せられ、

    御胎内の御子（おんこ）イエズスも祝せられ給う（しゅくせられたもう）。

    天主の御母（おんはは）聖マリア、

    罪人なるわれらのために、

    今も臨終の時も祈り給え。

    アーメン

### 英語
Hail Mary, full of grace,

    the Lord is with thee; 

    blessed art thou among women,

    and blessed is the fruit of thy womb, Jesus.

    Holy Mary, Mother of God,

    pray for us sinners,

    now, and at the hour of our death.

    Amen.

### フランス語
Je vous salue, Marie pleine de grâces; 

    Le Seigneur est avec vous.

    Vous êtes bénie entre toutes les femmes

    Et Jésus, le fruit de vos entrailles, est béni.

    Sainte Marie, Mère de Dieu,

    Priez pour nous, pauvres pécheurs,

    Maintenant, et à l'heure de notre mort.

    Amen.

### ドイツ語
Gegrüßet seist du, Maria, voll der Gnade,

    der Herr ist mit dir.

    Du bist gebenedeit unter den Frauen,

    und gebenedeit ist die Frucht deines Leibes, Jesus.

    Heilige Maria, Mutter Gottes,

    bitte für uns Sünder

    jetzt und in der Stunde unseres Todes.

    Amen.

### イタリア語
Ave, o Maria, piena di grazia,

    il Signore è con te.

    Tu sei benedetta fra le donne

    e benedetto è il frutto del tuo seno, Gesù.

    Santa Maria, Madre di Dio,

    prega per noi peccatori,

    adesso e nell'ora della nostra morte.

    Amen.

### スペイン語
Dios te salve María, llena eres de gracia,

    el Señor es contigo; 

    bendita tú eres entre todas las mujeres,

    y bendito es el fruto de tu vientre, Jesús.

    Santa María, Madre de Dios

    ruega por nosotros, pecadores,

    ahora y en la hora de nuestra muerte.

    Amén.

### ポルトガル語
Ave Maria, cheia de graça,

    o Senhor é convosco.

    Bendita sois vós entre as mulheres,

    e bendito é o fruto do vosso ventre, Jesus.

    Santa Maria, Mãe de Deus,

    rogai por nós, pecadores,

    agora e na hora da nossa morte.

    Amém.

### 口語中国語
萬福馬利亞，你充滿聖寵，

    主與你同在，你在婦女中受讚頌，

    你的親生子耶穌同受讚頌。

    天主聖母馬利亞，

    求你現在和我們臨終時，

    為我們罪人祈求天主。

    阿們。

### 文語中国語
萬福瑪利亞，滿被聖寵者，

    主與爾偕焉，女中爾為讚美，

    爾胎子耶穌，並為讚美。

    天主聖母瑪利亞，為我等罪人，

    今祈天主，及我等死候。

    阿門。

### 韓国語
은총이 가득하신 마리아님 기뻐하소서.

    주님께서 함께 계시니 여인 중에 복되시며

    태중의 아들 예수님 또한 복되시나이다.

    천주의 성모 마리아님 이제와 저희 죽을 때에

    저희 죄인을 위하여 빌어 주소서.

    아멘.

## 主な音楽作品
前述のように、グレゴリオ聖歌などのミサ曲の他にも、ジョスカン・デ・プレ、トマス・ルイス・デ・ビクトリアやグノー、ロッシーニなど多くの作曲家が「アヴェ・マリア」を残している。また、アルカデルトやシューベルトのように、もともと世俗曲でありながら、後世に「アヴェ・マリア」として通用するようになった楽曲も存在する。さらに、パレストリーナやブルックナーのように何曲も残した者もいれば、トスティや湯山昭のように、祈祷文ではなく、詩人の同題詩をテキストにした者、リストのように、歌詞を持たない器楽曲として発表した者もいるので、注意を要する。
- ジョスカン・デ・プレ - 4声のものが2つ存在する。アンティフォナ（交唱）に基づくものと、セクエンツィア（続唱）だと考えられているもの。
- パレストリーナ - 5曲存在する。
- ウィリアム・バード - 5声。
- トマス・ルイス・デ・ビクトリア - 4声版と8声版がある。4声版は偽作説が唱えられているがその旨を楽譜に明記したうえで2019年の全日本合唱コンクールで課題曲に用いられた。
- モンテヴェルディ - 3声。1582年出版。
- モーツァルト - 4声のカノン（K.554）。
- ロッシーニ - 混声合唱とオルガン。「老いのいたずら」第3巻所収。
- シューベルト - 原曲は1825年の作曲。エレンの歌第3番を参照
- メンデルスゾーン - 1820年に歌曲として作曲されたもの、「3つのモテット（教会音楽） 作品23」（1830年）に収録されたもの（混声合唱とオルガン）がある。
- アルカデルト - フランス語の3声のシャンソン「Nous voyons que les hommes font tout vertu d'aimer」（訳題は一定していないが、三省堂の『クラシック音楽作品名辞典』では「男たちは愛を徳をなすと見ゆ」）を、P.L.ディーチュがホモフォニックな形に編曲し、歌詞を「アヴェ・マリア」に付け替えて、1845年に出版。
- リスト - 合唱曲としては、1846年に作曲されたもの（初稿は混声合唱とオルガン、第2稿は4人の独唱とオルガン）、1869年に書かれたもの（混声合唱とオルガン）の2つがある。他に、歌曲として1881年に書かれたものがあり、また、ピアノ曲として、ピアノ曲集「詩的で宗教的な調べ」に含まれるものや、ピアノ学校のための「アヴェ・マリア」がある。また、アルカデルトの「アヴェ・マリア」をオルガンに編曲したものも存在する。
- グノー - （J.S.バッハ《平均律クラヴィーア曲集第1巻》の前奏曲ハ長調（BWV846）を伴奏に用いたもの。詳細はアヴェ・マリア (グノー)を参照
- フランク - オルガン伴奏による三重唱版、二重唱版などがある。
- ブルグミュラー - 練習曲 作品100, 第19曲。
- ブルックナー - 3曲あり、いずれもヘ長調。混声4部合唱とオルガン（1856年）、無伴奏混声7部合唱（1861年）、アルトとオルガン（1882年）。最も一般的に知られているのは2番目。 WAB 6、米海軍楽隊による歌唱[ヘルプ/ファイル]
- ブラームス - 1858年、女声合唱と管弦楽もしくはオルガンのために作曲。作品12。
- サン＝サーンス - 数種類存在。独唱とオルガン、混声合唱とオルガンなど。
- ドヴォルザーク - 1877年、アルト（もしくはバリトン）とオルガンのために作曲。
- ヴェルディ - 1889年、無伴奏混声合唱曲として作曲。謎の音階が用いられていることで知られる。後年、「聖歌四篇（4つの聖歌）」の第1曲になった。なお、オペラ「オテロ」の第4幕に出てくる「アヴェ・マリア」は典礼文ではない。
- フォーレ - メゾソプラノもしくはバリトンとオルガン（作品67-2）、2人のソプラノとオルガン（作品93）、男声合唱とオルガン（作品番号なし）など。
- エルガー - 混声合唱とオルガンのための「3つのモテット」作品2の第2曲。
- ホルスト - 1900年、2群の女声合唱のために書かれた。
- オルフ - 1912年から1914年にかけて作曲された無伴奏混声合唱曲。学生時代の習作ということもあり、生前はほとんど知られていなかった。
- ストラヴィンスキー - 1934年、無伴奏混声合唱曲として作曲。当初の歌詞は教会スラヴ語であったが、1949年にラテン語に改められた。
- コダーイ - 1935年、無伴奏女声合唱曲として作曲。
- プーランク - オペラ「カルメル会修道女の対話」（1956年）の劇中歌として登場。ソロと女声合唱によって行われる。1957年にこれを女声3部合唱+オルガンもしくはピアノ伴奏に編曲したものがリコルディ社から出版された。またこのリコルディ版が1992年の全日本合唱コンクールで課題曲に用いられた。
- カラマーノフ - ピアノ協奏曲第3番『アヴェ・マリア』（1968年）
- ウラディーミル・ヴァヴィロフ - 1970年にリリースされたアルバム『Лютневая музыка XVI—XVII веков』（訳：16世紀から17世紀のリュート音楽）に収録されている『アヴェ・マリア』[4][5]。ヴァヴィロフのオリジナル曲であるにもかかわらず、カッチーニ作曲として広まり、『カッチーニのアヴェ・マリア』と呼ばれる。1990年代から著名になった作品である。詳細はジュリオ・カッチーニ#"カッチーニのアヴェ・マリア"を参照。
- ジャン＝バティスト・デュ・ジョンシェイ - フランス語圏で歌われている曲『Je vous salue Marie』。ノートルダム大聖堂の火災の際にパリ市民が歌ったのが有名であるが、スペインやカナダ・モントリオール等でも歌われている。

### 日本の作曲家によるもの
- 高田三郎 - 典礼聖歌の中の一曲。
- 荻久保和明 - 混声三部合唱とピアノのための。月刊誌『教育音楽』中高版1984年11月号（音楽之友社）に掲載。
- 鈴木憲夫 - 女声合唱とピアノ。女声合唱曲集「ほほえみ」に収録。
- 細川俊夫 - 無伴奏混声合唱曲。
- 尾形敏幸 - 童声合唱とピアノのための小品。
- 千原英喜 - 「マリア・オリエンタリス［東方のマリア］ 混声合唱のための5つの聖母賛歌」第2曲および第5曲、「カンティクル・サクルム第2集 男声合唱のための3つの聖母賛歌《マリア、アレルヤ!》」第2曲。
- 鈴木輝昭 - 単旋聖歌の定旋律による無伴奏同声合唱のための「三つのマリア聖歌」第1曲。
- 大島ミチル - 男声合唱組曲「御誦」の2曲目。
- 松下耕 - 月刊誌『教育音楽』に連載していた「合唱のためのたのしいエチュード」のために書き下ろされた。同声4部合唱曲。後に混声合唱、男声合唱に編曲された。その他に青少年のためのAve MariaとAve Maria in D♭がある。（いずれも混声版と男声版）
- 権代敦彦 - 無伴奏同声合唱のための。
- 佐藤賢太郎 - 混声用アカペラの曲と女声用ピアノ伴奏付の曲の2つがある。これらは違う版（アレンジ）ではなく、全く違う作品。歌詞も多少異なる。
- 石若雅弥 - 女声二重唱とピアノまたは女声二部合唱とピアノのための作品。